# SVノイレングバッハ
SVノイレングバッハ（独: SV Neulengbach）は、1923年に創設されたオーストリア・ニーダーエスターライヒ州ノイレングバッハを本拠地とするサッカークラブである。

## 概要
男子部門のトップチームはアマチュアの下位のリーグに属しているが、女子部門のトップチームは1997年から女子ブンデスリーガ に属しており、クラブを代表する存在である。
主にオーストリア女子代表選手とFIFA女子ワールドカップと夏季オリンピックにそれぞれ4回出場したロザーナの他モニカ・アルベス、ソウザ等のブラジル女子代表選手をターゲットに絞った積極的な補強が成功。2003年から2014年までオーストリア・女子ブンデスリーガで12連覇を果たし、同時にオーストリア・レディースカップ でも優勝9回と国内で突出した強さを誇った。UEFA女子チャンピオンズリーグにも12年連続出場し、欧州ベスト16までの進出は7回、2013‐14シーズンには準々決勝（ベスト8）進出を果たした。
しかし、2013-14年シーズン終了後にメインスポンサーの撤退等により予算が大幅に減り主力選手の約半分がドイツ・女子ブンデスリーガやオーストリア・女子ブンデスリーガの他クラブに移籍した。 2015年以降は新たな強豪に成長したSKNザンクト・ペルテンに台頭を許している。

## タイトル

### 国内タイトル
- オーストリア・女子ブンデスリーガ1部優勝: 12回
  - 2003, 2004, 2005, 2006, 2007, 2008, 2009, 2010, 2011, 2012, 2013, 2014
- オーストリア・レディースカップ 優勝: 10回
  - 2003, 2004, 2005, 2006, 2007, 2008, 2009, 2010, 2011, 2012
- オーストリア・女子スーパーカップ優勝：2回
  - 2003, 2004
- オーストリア女子2部リーグ優勝: 1回
  - 1997

## 歴代所属選手
- ロザーナ
- モニカ・アルベス
- ソウザ